# Хролова, Ирина Олеговна
Ири́на Оле́говна Хро́лова (род. 9 февраля 1956, Жданов — 8 апреля 2003, Москва) — русская поэтесса.
Детские и юные годы прошли в поселке Редкино Конаковского района Калининской области. Окончила Редкинскую среднюю школу № 1. После окончания школы поступила в культпросветучилище в Твери (тогда ещё  — Калинин), затем работала машинисткой в редакции «Калининской правды».
В 23 года Ирина — студентка Литературного института им. М. Горького. Училась в семинаре Льва Ошанина. Её творчество ценили Б. Ахмадулина, Р. Казакова, А. Дементьев. Стихи Хроловой печатались в журналах «Юность» и «Постскриптум», альманахах «Тверской бульвар» и «Теплый стан», в антологии «Русская поэзия XX века» (ОЛМА-ПРЕСС, 1999). При жизни Ирины вышла только тоненькая книжечка её стихов «Если можешь — воскресни» (1996).
В конце 80-х — начале 90-х работала в отделе рукописей журнала «Юность».
Ирина Хролова умерла 8 апреля 2003 года в Москве. Вскоре после смерти вышла книга её избранных стихотворений «Я жива» с предисловием Игоря Меламеда.

## Книги
- Если можешь — воскресни: книга стихов. — М.: РИФ «РОЙ», 1996. — 48 с.
- Я жива: Избранные стихотворения. Предисловие: И. Меламеда. — М.: Издательское содружество А. Богатых и Э. Ракитской, 2004.
- Чепушок и его друзья. Стихи для детей.  — Тверь, 2011

## Рецензии
Мнение Игоря Меламеда о книге «Я жива» —

Читателю, ожидающему от поэзии каких-либо сногсшибательных новаций, я бы не посоветовал открывать эту книгу. Подлинная поэзия всегда преемственна. И формально, и содержательно Хролова поэт вполне традиционный. Её учителями могут быть названы ныне всеми «заезженные» Ахматова и Цветаева (ранняя). Более искушенный читатель непременно отметит влияние Георгия Иванова, которому посвящено, кстати, одно из её стихотворений («Измеряется вечность не мерою смерти…»). От Иванова — лапидарность, фрагментарность её стихотворений, их обыденная, приземленная интонация, способность четко называть вещи своими именами. Но сквозь всевозможные влияния чудесным образом прорывается собственный неповторимый голос Ирины Хроловой. И подобная оригинальность, как у большинства классических поэтов, есть не столько опознаваемый ряд особенных стилистических приемов, эта оригинальность ощущается скорее как душа того или иного стихотворения, цикла, книги, творчества в целом…